# Paramunna foresti
Paramunna foresti är en kräftdjursart som beskrevs av Alberto Carvacho 1977. Paramunna foresti ingår i släktet Paramunna och familjen Paramunnidae. Inga underarter finns listade i Catalogue of Life.